# 2003 en sport automobile
Chronologie du Sport automobile
2002 en sport automobile - 2003 en sport automobile - 2004 en sport automobile
Les faits marquants de l'année 2003 en Sport automobile

## Par mois

### Janvier
- 26 janvier (Rallye automobile Monte-Carlo) : Sébastien Loeb remporte le rallye sur une Citroën.

### Février
- 18 février (Nascar) : la course de Daytona 500 remportée par Michael Waltrip.

### Mars
- 9 mars, (Sport automobile) : le pilote britannique Justin Wilson dispute son premier Grand Prix de Formule 1 au sein de la modeste écurie italienne Minardi à l'occasion du Grand Prix d'Australie, sur le Circuit de l'Albert Park (Résultat : abandon au 16e tour / radiateur).
- 23 mars (Formule 1) : Kimi Räikkönen remporte la première victoire de sa carrière en Malaisie, sur une McLaren.

### Avril
- 6 avril, Formule 1 : Grand Prix du Brésil. Giancarlo Fisichella remporte la première victoire de sa carrière, au volant d'une Jordan.

- 20 avril (Formule 1) : Grand Prix automobile de Saint-Marin.

### Mai
- 4 mai (Formule 1) : Grand Prix automobile d'Espagne.
- 18 mai (Formule 1) : Grand Prix automobile d'Autriche.
- 25 mai (Indy Racing League) : la course d'Indianapolis 500 remportée par Gil de Ferran.

### Juin
- 1er juin (Formule 1) : Grand Prix automobile de Monaco.
- 14 juin : départ de la soixante et onzième édition des 24 Heures du Mans.
- 15 juin :
  - Formule 1 : Grand Prix automobile du Canada.
  - 24 Heures du Mans : les 24H sont enlevées par l'écurie Bentley.

### Juillet
- 6 juillet (Formule 1) : Grand Prix automobile de France.
- 20 juillet (Formule 1) : Grand Prix de Grande-Bretagne.

### Août
- 3 août (Formule 1) : Grand Prix d'Allemagne.
- 24 août (Formule 1) : Grand Prix de Hongrie. Fernando Alonso remporte la première victoire de sa carrière, au volant d'une Renault, il s'agit du plus jeune vainqueur de l'histoire.

### Septembre
- 14 septembre (Formule 1) : Grand Prix d'Italie.

### Octobre
- 12 octobre (Formule 1) : Ferrari remporte le titre constructeurs (le 13e) et Michael Schumacher enlève un sixième titre de champion du monde de Formule 1, battant le record de titres mondiaux détenu jusque-là par Juan Manuel Fangio.

### Novembre
- 9 novembre (Rallye) : en remportant le Rallye de Grande-Bretagne, le Norvégien Petter Solberg remporte le titre de champion du monde des rallyes.

### Décembre
- 28 décembre (Formule 1) : Grand Prix des États-Unis.

## Décès
- 23 janvier: Johnny Mauro, 92 ans, pilote automobile américain. (° 25 octobre 1910).
- 5 février : Manfred von Brauchitsch, 97 ans, pilote automobile allemand, légendaire pilote Mercedes dans les années 1930. (° 15 août 1905).
- 27 septembre : Jean Lucas, pilote automobile français qui a notamment participé à un GP de Formule 1. (° 25 avril 1917).
- 19 novembre : Ian « Pete » Geoghegan : pilote automobile australien. (° 26 avril 1940).
- 21 décembre : Gawaine Baillie, industriel britannique connu pour sa carrière de pilote automobile amateur. (° 8 mars 1934).